# Fenprocoumon
Fenprocoumon is een anticoagulans waarvan de werking berust op een effect als vitamine K-antagonist. Het is een coumarinederivaat en wordt ook op de markt gebracht onder de merknaam Marcoumar. Het onderscheidt zich van het andere in Nederland geregistreerde middel acenocoumarol door een veel langere werkingsduur. Het voordeel hiervan is een stabielere instelling waardoor minder frequente controle bij de trombosedienst nodig is. Bij overdosering en couperen van het antistollingseffect moet bij gebruik van fenprocoumon in vergelijking met acenocoumarol eerder en meer vitamine K worden voorgeschreven. 
Fenprocoumon remt de bloedstolling op specifieke wijze  door verdringing van vitamine K uit een enzymsysteem, dat in de lever de vorming van verschillende stollingsfactoren (factor II = protrombine, factor Vll, IX en X) bewerkstelligt. Reeds gevormde stollingsfactoren worden door fenprocoumon niet beïnvloed.

## Kinetische gegevens
Fenprocoumon, wordt snel  uit het maag-darmkanaal geresorbeerd. Slechts een klein maar bijzonder constant gedeelte van de totale hoeveelheid fenprocoumon in het bloed is beschikbaar in de vrije, farmacologisch actieve vorm; 99% is gebonden aan plasma-eiwitten, voornamelijk albumine en oefent op deze wijze een depotfunctie uit. De plasmaeliminatiehalveringstijd bedraagt ongeveer 160 uur. Vrij fenprocoumon wordt in de lever tot vrijwel inactieve metabolieten gehydroxyleerd; deze worden door de nieren uitgescheiden. Nierinsufficiëntie heeft geen noemenswaardige invloed op de halveringstijd. Vanwege de lange verblijfsduur van aan eiwitgebonden fenprocoumon in het plasma duurt het na een verandering van de onderhoudsdosering verscheidene dagen voordat een nieuwe evenwichtssituatie met constante plasmaconcentratie is bereikt.

## Zwangerschap
Uit waarnemingen bij de mens is gebleken dat deze stof schadelijk is voor de zwangerschap. Tijdens de zwangerschap moeten aan zwangeren geen coumarines  worden gegeven wegens respectievelijk teratogene risico's en bloedingsgevaar tijdens en na de bevalling.

## Borstvoeding
Aangezien fenprocoumon overgaat in de moedermelk moet of de behandeling met fenprocoumon of de borstvoeding worden onderbroken. Het verwante middel acenocoumarol is wel toegelaten.

## Interacties
De werking van coumarinen kan worden versterkt door o.a. pyrazolinonderivaten, salicylaten (ook gelijktijdig gebruik van andere prostaglandinesynthetaseremmers kan de protrombinetijd verlengen), anabole en androgene steroïden, anti-arrhythmica zoals amiodaron of kinidine, antibiotica (zoals erytromycine, tetracyclinen, neomycine, chlooramfenicol), dextrothyroxine, disulfiram, heparine, glucagon, cimetidine, metronidazol, miconazol (ook bij uitwendig gebruik), sulfonamiden, orale antidiabetica, schildklierhormonen, sulfinpyrazon en door overmatig alcoholgebruik.
De werking van coumarinederivaten kan worden verzwakt door o.a. barbituraten, glutethimide, griseofulvine, thiazidediuretica, (oestrogeen bevattende) orale anticonceptiva, rifampicine, sint-janskruid en overmatig gebruik van bepaalde soorten kool of spinazie (deze kunnen vitamine K bevatten). Het leverenzym inductieve effect van sint-janskruid kan ten minste twee weken voortduren na staken. Bij eventueel gelijktijdige medicatie met colestyramine moet colestyramine steeds ten minste 4 uur ná fenprocoumon worden toegediend, daar dit middel anders aan colestyramine wordt geadsorbeerd. Het hypoglykemisch effect van sulfonylureumderivaten zoals tolbutamide en chloorpropamide kan worden versterkt.

## Overdosering
Afhankelijk van de ernst en aard van de bloeding wordt toediening van het cumarinederivaat tijdelijk of definitief gestaakt en tevens bij lichte bloedingen 10–20 mg fytomenadion oraal; zo nodig na 8–12 uur een tweede, eventueel hogere, dosis geven. Bij het leven bedreigende bloedingen direct vierstollingsfactorenconcentraat of 'fresh frozen' plasma geven, gevolgd door 10–20 mg fytomenadion langzaam i.v. (in totaal max. 40 mg).